# Joseph Karl Ambrosch
Joseph Karl Ambrosch, nat Josef Karel Ambrož (Český Krumlov, 26 de febrer de 1754 – Berlín, 8 de setembre de 1822), fou un tenor i compositor txec.
Es donà conèixer com a tenor en el teatre de Bayreuth el 1784, i després cantà amb èxit en els d'Hamburg, Hannover, Viena i Berlín.
Va compondre diverses romances, cançons bàquiques i populars, entre les quals destaca el Cant d'un prussià, inspirat en la batalla de Leipzig (1813).